# Tórtora terrestre d'ales porpra
La tórtora terrestre d'ales porpra (Paraclaravis geoffroyi) és una espècie d'ocell monotípica de la família dels colúmbids (Columbidae) que habita els boscos de la zona Neotropical, sobrevivint localment a alguns indrets del sud-est del Brasil, i el nord-est del Paraguai i de l'Argentina.

## Comportament
És una espècie nòmada que segueix els esdeveniments d'enclavament de determinades espècies de bambú Guadua del bosc atlàntic, concretament takuarusu (G. chacoensis) i yatevó (G. trinii); comparteix aquest tret amb el parent més proper, la tórtora terrestre de pit morat (Paraclaravis mondetoura), que s'especialitza en canvi en el bambú andí. Aquest estil de vida especialitzat pot ser el que va provocar una disminució tan dramàtica de la població de l'espècie malgrat l'àrea de distribució original relativament gran, amb la desforestació massiva del bosc atlàntic a finals del segle XX desencadenant un efecte Allee semblant al seu parent extingit el colom migratori (Ectopistes migratorius), que també depenia dels esdeveniments d'encastament dels arbres productors de fruits secs.

## Estat
La tórtora terrestre d'ales porpra està classificada com a en perill crític per la Unió Internacional per a la Conservació de la Natura a causa que no hi ha hagut observacions verificables de l'espècie des de 1985, i molt bé podria haver-se extingit, tot i que des d'aleshores s'han fet nombrosos registres no verificats, el més recent és l'observació d'un individu l'any 2017 a l'Argentina en un grup de G. trinii. Els models d'extinció es divideixen en funció de si l'espècie existeix o no; si només es consideren fotografies, mostres i enregistraments, es preveu que l'espècie s'hagi extingit durant la dècada de 2000, però els models que incorporen registres visuals donen suport que l'espècie encara existeix.
L'espècie es pot confondre fàcilment amb la tórtora terrestres blavosa (Claravis pretiosa) amb la qual es troba en simpatria, en males condicions d'observació, contribuint a la controvertida legitimitat de les observacions més recents. El colom guatlla violaci (Geotrygon violacea), una altra espècie simpàtrica amb requisits d'hàbitat similars, s'ha anat veient a la regió des dels anys 80, fet que aixeca més dubtes sobre la supervivència de P. geoffroyi; Els esforços amb xarxes japoneses a la zona han capturat regularment G. violacea, però cap P. geoffroyi. La naturalesa nòmada de P. geoffroyi afegeix més dubtes a la perspectiva de la seva supervivència, ja que és poc probable que una espècie nòmada com aquesta persisteixi en un sol lloc o viatgi per una gran àrea sense veure's. No obstant això, la naturalesa extremadament sigilosa de l'espècie i la manca d'enregistraments de cants fins fa poc indiquen que l'espècie pot tenir una detectabilitat naturalment baixa, especialment fora de les zones on hi ha canya de bambú.
Si encara existeix, s'estima que la població total és de 50 a 249 individus. Les àrees en les quals l'espècie encara podria persistir potencialment inclouen la Serralada del Mar de Brasil i la major part de la província de Misiones a l'Argentina, ja que aquestes àrees són expansives i poc controlades en comparació amb la resta de la selva atlàntica.

## En captivitat
L'espècie es va mantenir i es va criar a la comunitat avicultura brasilera des dels anys setanta fins a finals dels vuitanta, assolint un màxim de més de 150 ocells en captivitat. No obstant això, les noves regulacions sobre la cria d'ocells imposades per l'IBAMA als anys setanta i vuitanta van portar a la dissolució de la majoria dels grups de cria de coloms, amb individus en captivitat enviats a criadors autoritzats per IBAMA que tenien pocs coneixements sobre com tenir cura dels ocells. Per la falta de coneixement del veritable perill d'extinció de l'espècie a la natura en aquell moment, i es creu que els últims individus captius haver-se extingit a mitjans de la dècada de 1990 sense produir cap descendència, marcant el final d'una de les millors oportunitats de salvar l'espècie de l'extinció. Els enregistraments sonors de l'espècie s'han adquirit d'antics criadors de coloms i poden ser crucials per detectar l'espècie en estat salvatge en futurs estudis.

## Taxonomia
La tórtora terrestre d'ales porpra es va col·locar originalment al gènere Claravis, però a partir d'un estudi fet l'any 2018 es va crear el gènere actual Paraclaravis i s'hi va incloure també la tórtora terrestre de pit morat (P. mondetoura).

## Vegeu-ne més
- Lees et al., Alexander. Assessing the Extinction Probability of the Purple-winged Ground Dove, an Enigmatic Bamboo Specialist (en anglès).  Frontiers in Ecology and Evolution, 29 abril 2021 (vol.9). DOI 10.3389/fevo.2021.624959.
- De Araújo et al., C. B. The sound of hope: searching for critically endangered species using acoustic template matching.  Bioacoustics, 23 octubre 2023. DOI 10.1080/09524622.2023.2268579.
- J, Müller et al. Soundscapes and deep learning enable tracking biodiversity recovery in tropical forests.  Nature Communications, 17 octubre 2023. DOI 10.1038/s41467-023-41693-w.